# Мухаджир
Мухаджи́ры (араб. المهاجر‎ [аль-муха́джир] — «переселившийся») — мусульмане, которые во времена пророка Мухаммеда переселились из Мекки в Медину в 622 году. Вместе с ансарами мухаджиры составили элиту мусульманской общины.

## История
Первые мухаджиры переселились в 615 году в Эфиопию. Из тех, кто переселился в Эфиопию, было 83 мужчины.
В 622 году подвергшиеся гонениям со стороны мекканцев около сотни взрослых мужчин со своими семьями покинули Мекку и обосновались в Медине у приютивших их ансаров. Многие из мухаджиров ради веры порвали узы родства и оставили свои дома и имущество.
Первое время многие из них бедствовали. После выселения иудейского племени Бану Надир они получили дома и земли. Проводя налоговую реформу, в ходе которой материальное благополучие мусульман было определено его стажем в исламе и близостью к Пророку, Умар ибн ал-Хаттаб назначил ансарам жалованье выше, чем другим группам мусульман (за исключением жён Пророка). Так, все участники битвы при Бадре получали 5 тыс. дирхемов, а их жёны — 500 дирхемов; для сравнения, следующая категория мусульман (принявших ислам в промежутке между клятвой при Худайбии и битвой на Йармуке и битвой за Кадисию) получали уже 3 тыс. дирхемов жалования для себя и 400 дирхемов для своих жён. Мухаджиры были выделены даже из первой, наиболее привилегированной группы лиц, за счёт выплаты персональных пенсионов (до 3 тыс. дирхемов).
Все Праведные халифы и претенденты на пост халифа также были из числа мухаджиров. Омейяды и Аббасиды были потомками мухаджиров.
Мухаджиры самоотверженно бились с врагами в битвах при Бадре, Ухуде, Хунайне и других сражениях. В битве при Бадре участвовало около 70 мухаджиров.
После смерти пророка Мухаммада мухаджиры и ансары воевали с вероотступниками в Аравии, византийцами, персами и другими внешними врагами Халифата.

## В Коране
- «А опередившие, первые из выселившихся и ансаров и те, которые следовали за ними — в благодетельствовании: доволен ими Аллах, и они довольны Им. И уготовал Он им сады, где внизу текут реки — для вечного пребывания там. Это великая удача»[5]
- «А те, которые жили в Медине до них (то есть до прихода мекканцев) и [обратились в новую] веру, любят переселившихся [из Мекки] к ним и не испытывают к ним никакой зависти из-за того, что отдано им (то есть переселившимся). Они признают за ними предпочтительное право, если даже [сами] находятся в стесненном положении. И те, кто одолел свою алчность, — они и суть преуспевшие.»[6]
- «Затем твой Господь, воистину, после всего этого прощает и проявляет милосердие к тем, которые переселились [в Медину] после того, как они были совращены, а затем сражались [на пути Аллаха] и терпели [притеснения неверных]. Воистину, твой Господь после всего этого — прощающий, милосердный.»[7]
- «Тех, которые переселились во имя Аллаха, после того как подверглись притеснениям, которые были терпеливы и которые полагаются только на своего Господа, Мы поселим в этом мире наилучшим образом, а вознаграждение им в будущей жизни в будущем мире — [еще] больше. О, если бы знали об этом [их притеснители]!»[8]
- «А те, которые уверовали, переселились [в Медину] и боролись на пути Аллаха, и те, которые дали им приют и поддержали их, — воистину, они и есть подлинно верующие. Им уготовано прощение и щедрый удел [в будущем мире]»[9]

## Мухаджирство
Мухаджирами также называются мусульмане, которые ради спасения своей веры переселяются в другие страны.